# Quartier du Bel-Air
Quartier du Bel-Air är Paris 45:e administrativa distrikt, beläget i tolfte arrondissementet. Enligt en teori har distriktet fått sitt namn av att det en gång hade hälsosam luft. Bel air kan översättas med "skön luft".
Tolfte arrondissementet består även av distrikten Picpus, Bercy och Quinze-Vingts.

## Sevärdheter
- Notre-Dame de Saint-Mandé
- Bois de Vincennes
- Coulée verte René-Dumont, tidigare Promenade plantée
- Square Georges-Méliès

## Bilder
| - De fyra administrativa distrikten i Paris tolfte arrondissement. - Notre-Dame de Saint-Mandé. - Kärlekstemplet vid Lac Daumesnil i Bois de Vincennes. - Square Georges-Méliès. |

## Kommunikationer
- Tunnelbana – linje  – Bel-Air